# 1883 na literatura

## Nascimentos
| Data          | Nome           | Profissão                                          | Nacionalidade                              | Observações | Ref |
| ------------- | -------------- | -------------------------------------------------- | ------------------------------------------ | ----------- | --- |
| 6 de Janeiro  | Khalil Gibran  | ensaísta, filósofo, prosador, poeta, conferencista | Líbano                                     | m. 1931     |     |
| 30 de Abril   | Jaroslav Hašek | escritor                                           | Tchecoslováquia                            | m. 1925     |     |
| 3 de Julho    | Franz Kafka    | escritor                                           | Tchecoslováquia / Alemanha                 | m. 1924     |     |
| 4 de setembro | Ângelo Jorge   | escritor e jornalista                              | Reino Unido de Portugal, Brasil e Algarves | m. 1922     |     |
| 22 de Outubro | Abílio Barreto | poeta                                              | Brasil                                     | m. 1957     |     |

## Mortes
| Data          | Nome           | Profissão                                               | Nacionalidade | Observações | Ref         |
| ------------- | -------------- | ------------------------------------------------------- | ------------- | ----------- | ----------- |
| 3 de Setembro | Ivan Turgeniev | escritor                                                | Rússia        | n. 1818     |             |
| 6 de outubro  | Antónia Pusich | poetisa, dramaturga, jornalista, pianista e compositora | Portugal      | n. 1805     | [ 1 ] [ 2 ] |